# Gili Motang
Gili Motang is een klein eiland behorend tot de Kleine Soenda-eilanden. Het is gelegen in het oosten van Indonesië waar het staatkundig ook toe behoort.
Het eiland is van vulkanische oorsprong en heeft een oppervlakte van ongeveer 30 vierkante kilometer. Het eiland geniet enige bekendheid doordat het onderdeel is van Nationaal park Komodo. Gili Motang werd, net als Gili Dasami, in 1991 op de werelderfgoedlijst van UNESCO gezet. Het is een van de weinige plaatsen is waar de komodovaraan (Varanus komodoensis) voorkomt, er komen zo'n 300 exemplaren voor.